# Himanthaliaceae
Famille
Les Himanthaliaceae sont une famille d’algues brunes de l’ordre des Fucales. 

## Étymologie
Le nom vient du genre type Himanthalia, dérivé du grec ιμασ / imas, « courroie ; lanière servant de fouet ; ceinture ; corde », et θαλασ / thalas, mer, littéralement « ceinture de mer ». Certaines sources parlent de façon erronée de « langue de mer »,. En effet la description originale du botaniste danois Hans Christian Lyngbye (en) précise ἱμάς / imas, άντος / ántos, lorum, « lanière », et ἅλς / als, « mer ; sel », soit littéralement « lanière de mer ».

## Liste des genres
Selon AlgaeBase (23 août 2017), ITIS (23 août 2017) et World Register of Marine Species (23 août 2017) :
- Himanthalia Lyngbye, 1819